# Араван Резај
Араван Резај (фр. Aravane Rezaï; персијски: ارغوان رضایی; рођена 14. марта 1987) је француска тенисерка иранског порекла. 13. фебруара 2012. заузима 124. место на ВТА листи најбољих тенисерки света. До сада је освојила четири титуле у појединачној конкуренцији, поразивши врхунске тенисерке као што су Жистин Енен, Јелена Јанковић, Динара Сафина, Марија Шарапова и Винус Вилијамс. Два пута се такмичила за Иран на Женским исламским играма, 2001. и 2005, и освојила је златну медаљу оба пута.

## Приватни живот
Родитељи Араван Резај, која је рођена у француском граду Сент Етјену, емигранти су из Ирана. Тенис је почела да игра са осам година, а као узоре наводи Штефи Граф и Андреа Агасија. Течно говори персијски, француски и енглески језик.

## Финала у каријери

### ВТА победе појединачно (3)
| Легенда: До 2009.            | Легенда: Од 2009.     |
| ---------------------------- | --------------------- |
| Гренд слем (0)               |                       |
| Завршна првенства сезоне (1) |                       |
| категорија (0)               | Обавезни Премијер (1) |
| категорија (0)               | Премијер 5 (0)        |
| категорија (0)               | Премијер (0)          |
| и категорија (0)             | Међународни (1)       |

| #  | Датум             | Турнир   | Подлога | Противница      | Резултат        |
| 1. | 18. мај 2009.     | Стразбур | Шљака   | Луција Храдецка | 7–6(2), 6–1     |
| 2. | 8. новембар 2009. | Бали     | Тврда   | Марион Бартоли  | 7–5, предат меч |
| 3. | 16. мај 2010.     | Мадрид   | Шљака   | Винус Вилијамс  | 6–2, 7–5        |

### ВТА порази појединачно (2)
| Легенда: До 2009.            | Легенда: Од 2009.     |
| ---------------------------- | --------------------- |
| Гренд слем (0)               |                       |
| Завршна првенства сезоне (0) |                       |
| категорија (0)               | Обавезни Премијер (0) |
| категорија (0)               | Премијер 5 (0)        |
| категорија (1)               | Премијер (0)          |
| и категорија (1)             | Међународни (0)       |

| #  | Датум           | Турнир   | Подлога | Противница        | Резултат                |
| 1. | 26. мај 2007.   | Истанбул | Шљака   | Јелена Дементјева | 6(5)–7, 0–3, предат меч |
| 1. | 5. јануар 2008. | Окланд   | Тврда   | Линдси Давенпорт  | 2–6, 2–6                |